# Вторинне мастило

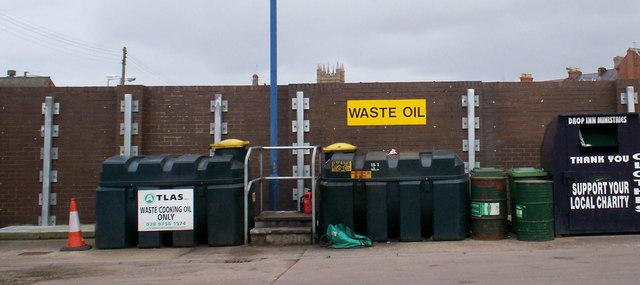
Збір відпрацьованої оливи на переробку.

Вторинне мастило або відпрацьоване масло (мастило) — будь-яке масло, отримане з сирої нафти або синтетичного масла, використане і в результаті такого використання забруднене фізичними або хімічними домішками.  При нормальному використанні такі домішки, як бруд, металеві частинки, вода або хімічні речовини можуть змішуватися з маслом таким чином, що з часом масло не може бути використано за призначенням. Для продовження роботи таке відпрацьоване масло повинно замінюватися свіжим або регенерованим маслом.
Станом на початок ХХІ ст. щорічно утилізується близько 1,5 млрд. літрів відпрацьованого масла.